# Ernie Collett
Ernest John Collett, detto Ernie (Toronto, 3 marzo 1895 – Toronto, 21 dicembre 1951), è stato un hockeista su ghiaccio canadese.
Ha vinto la medaglia d'oro olimpica alle Olimpiadi invernali 1924 svoltesi a Chamonix-Mont-Blanc (Francia), conquistando con la sua nazionale il torneo di hockey su ghiaccio.